# 過嶼
過嶼，為台灣澎湖縣白沙鄉的一個島嶼，面積約0.0044平方公里。島嶼位置在吉貝嶼與目斗嶼中間，在大退潮時，能從吉貝嶼，經過過嶼，走至目斗嶼，島嶼亦因此得名。
過嶼滿潮時，僅露出半徑10公尺、高3公尺面積，乾潮時則露出比滿潮大數百倍面積的海蝕平臺。